# Nettoprimärproduktion
"Primärproduktion" omdirigerar hit. Begreppet primärproduktion kan även användas om produktionen inom den primära sektorn.
Primärproduktion är den biologiska process där levande organismer omvandlar oorganiska ämnen till organiska ämnen. Främst är det gröna växter, alger och bakterier som utför omvandlingen och dessa kallas primärproducenter .
Alla levande organismer behöver energi för att utföra sina livsnödvändiga processer. Den nödvändiga energin är i form av organiska föreningar som tillverkas med hjälp av näringsämnen från andra organismer. Olika organismers konsumtion av varandra bildar en näringskedja där primärproducenterna utgör det första steget, eftersom de producerar sina livsnödvändiga organiska ämnen från oorganiska föreningar. Organismer högre upp i näringskedjan kallas sekundärproducenter och kan endast använda sig av organiska föreningar för att tillverka ämnen de behöver för sina livsprocesser och är på så sätt beroende av primärproducenterna .
Primärproducenterna delas in i fotoautotrofa och kemoautotrofa organismer. De fotoautotrofa producenterna framställer med hjälp av fotosyntesen organiska föreningar av koldioxid och vatten med solljus som energikälla . De kemoautotrofa producenterna använder sig också av koldioxid men erhåller energi genom att utföra oxidation av oorganiska föreningar i en process som kallas kemosyntes .
Allt lantbruk är primärproduktion.
Fotosyntes:
6 H2O + 6 CO2 + ljusenergi → C6H12O6 (glukos) + 6 O2
En typ av kemosyntes:
12 H2S + 6 CO2 → C6H12O6 + 6 H2O + 12 S

## Bruttoprimärproduktion och nettoprimärproduktion
Bruttoprimärproduktionen är benämningen på den mängd energi som de autotrofa organismerna i ett organismsamhälle binder i organiska föreningar. Bruttoprimärproduktionen mäts oftast i torrvikt per tidsenhet.
Nettoprimärproduktionen är den mängd energi av bruttoprimärproduktionen som de autotrofa organismerna använder till att växa. Den mängd energi av bruttoprimärproduktionen som inte lagras i biomassan går åt till cellandningen som driver organismens processer .
Under fotosyntes och kemosyntes bildas kolhydrater som lagras i biomassan och dessa kolhydrater kan sedan primärproducenten själv omvandla till energi genom cellandning (respiration). Under bildandet av kolhydrater förbrukas koldioxid och under respirationen avges koldioxid till omgivningen . Primärproduktionen delas därför in i bruttoprimärproduktion (BPP) och nettoprimärproduktion (NPP) där nettoprimärproduktionen är differensen mellan bruttoprimärproduktionen och respirationen.
NPP = BPP - respiration
Nettoprimärproduktionen är alltså den mängd lagrad energi som finns tillgänglig för andra organismer medan bruttoprimärproduktionen är den totala mängden producerad energi .

## Terrestra ekosystem
De gröna växterna är de viktigaste primärproducenterna i terrestra ekosystem, det vill säga ekosystem på land. I fotosyntesen omvandlar växternas gröna färgämne klorofyll solens ljusenergi till användbar energi i form av kolhydrater. Primärproduktionen styr tillgången på föda för landlevande organismer och därmed också deras tillväxt. Primärproduktionen påverkas i sin tur av yttre faktorer såsom temperatur och tillgång på solljus, vatten, näringsämnen och koldioxid .

## Akvatiska ekosystem
I havet är de huvudsakliga primärproducenterna fytoplankton, som utgörs av olika sorters alger och bakterier . Även andra vattenlevande autotrofa organismer bidrar till primärproduktionen, exempelvis vattenlevande kärlväxter (sjögräs) och olika grupper av flercelliga alger (tång) .
En begränsande faktor för de fotosyntetiserande primärproducenterna är tillgången på solljus. I djupa vatten där solljus inte kan tränga ner står istället kemoautotrofa bakterier för nästan all primärproduktion .
Stor tillgång till näring och solljus kan ge upphov till kraftig primärproduktion i haven vilket kan leda till så kallad algblomning .
I många insjöar står alger för den största delen av primärproduktionen och utgör därför en viktig bas i sjöns näringskedja. Algerna lever antingen fritt i vattnet eller fastsittande på bottnen. Även bakterier har stor betydelse som föda för andra organismer i sjön eftersom de kan utnyttja kolet i biomassa som tillförs sjön från närliggande mark för sin tillväxt. Detta gäller främst humösa sjöar som är rika på organiskt material .
Vattendrag har ingen betydande primärproduktion från sina vattenväxters fotosyntes utan basen i näringskedjan utgörs av löst organiskt material från intilliggande landekosystem .